# ラネル県
ラネル県(Département de Ranérou)はセネガル共和国マタム州にある県。ラネル市とヴァリンガラ郡からなる。県都はラネル市。